# Lúcio Hédio Rufo Loliano Ávito
Lúcio Hédio Rufo Loliano Ávito (em latim: Lucius Hedius Rufus Lollianus Avitus) foi um senador romano nomeado cônsul sufecto para o nundínio de setembro a dezembro de 114 com Lúcio Méssio Rústico. Muitas das inscrições que se referem a Ávito utilizaram a forma mais curta de seu nome, Lúcio Loliano Ávito.

## Origem e carreira
Sua família era originária da Ligúria. O único cargo conhecido ocupado por Ávito além do consulado foi o de procônsul da Ásia entre 128 e 129, um posto que era considerado o ápice de uma carreira senatorial.
Sabe-se que Ávito teve pelo menos um filho, Lúcio Hédio Rufo Loliano Ávito, cônsul em 144.